# Łochocin
Łochocin – wieś w Polsce położona w województwie kujawsko-pomorskim, w powiecie lipnowskim, w gminie Lipno.

## Podział administracyjny
W latach 1954–1972 wieś należała i była siedzibą władz gromady Łochocin. W latach 1975–1998 miejscowość administracyjnie należała do województwa włocławskiego.

## Demografia
Według Narodowego Spisu Powszechnego (III 2011 r.) wieś liczyła 712 mieszkańców. Jest trzecią co do wielkości miejscowością gminy Lipno.

## Znane osoby
- w Państwowym Ośrodku Maszynowym w Łochocinie w latach 1961–1967 pracował jako elektryk (samochodowy i ciągnikowy) oraz konserwator urządzeń elektrycznych Lech Wałęsa
- Jan Kwiatkowski (ur. 1941)[4] – polski matematyk i nauczyciel akademicki, profesor nauk matematycznych